# Coast to Coast (álbum de Westlife)
Coast to Coast é o segundo álbum de estúdio da boy band irlandesa Westlife, lançado em 6 de novembro de 2000 pela RCA Records. 
Cinco singles foram lançados do álbum: "Against All Odds", "My Love", "What Makes a Man", "I Lay My Love on You", e When "You're Looking Like That". O álbum foi um sucesso comercial na Irlanda e no Reino Unido, vendendo 1,8 milhões de cópias apenas na Grã-Bretanha. O álbum foi o terceiro mais vendido de 2000 na Grã-Bretanha. Até outubro de 2001, o álbum havia vendido sete milhões de cópias em todo o mundo.
Em janeiro de 2005, o álbum foi relançado em uma box set dois em um, com o terceiro álbum do grupo, World of our Own (2001). Um álbum de vídeo, intitulado Coast to Coast - Up Close and Personal, foi lançado em 27 de novembro de 2000, alcançando a posição de número um na parada UK Visual Chart, e recebendo certificado de 3× Platina.

## Antecedentes
A banda disse que Coast to Coast foi um passo à frente de seu primeiro álbum, tendo mais variedade do que Westlife, por exemplo, a canção "Angel's Wings", escrita por Steve Mac, Wayne Hector, e Jimmy MacCarthy, é sobre um bebê recém-nascido. Em uma entrevista da banda em 2018, Shane Filan disse que o título do álbum, Coast to Coast, foi tirado de uma estrofe de sua canção "My Love" ('overseas from coast to coast'), e também porque eles são das duas costas da Irlanda. Filan disse ainda que a faixa "Close" é a canção mais subestimada do Westlife, descreveu-a como uma "ótima canção", e se perguntou por que nunca fora lançada como single.

## Singles
"Against All Odds ", uma colaboração com Mariah Carey, foi lançada em 15 de setembro de 2000, como o primeiro single do álbum. Carey originalmente lançara sua versão da canção alguns meses antes, como o terceiro single de seu sétimo álbum de estúdio, Rainbow (1999). 
"My Love" foi lançada em 31 de outubro de 2000 como o segundo single de Coast to Coast. A canção estreou na posição de número um na parada britânica UK Singles Chart, e se tornou a sétima canção número um da banda no Reino Unido. 
"What Makes a Man" foi lançada em 18 de dezembro de 2000 como o terceiro single do álbum. A canção alcançou a posição de número dois, sendo seu primeiro single a não atingir a primeira posição na parada UK Singles Chart.
"I Lay My Love on You" foi lançada como o quarto single deste álbum em muitas partes do mundo, incluindo Austrália, Ásia, e Europa, excluindo o Reino Unido e a Irlanda. "When You're Looking Like That" foi lançada em 19 de setembro de 2001 como o quinto e último single do álbum na Austrália, Ásia, América Latina, e Europa. 

## Recepção crítica
| Críticas profissionais | Críticas profissionais |
| Avaliações da crítica  | Avaliações da crítica  |
| Fonte                  | Avaliação              |
| ---------------------- | ---------------------- |
| Allmusic               | link                   |
| Entertainment.ie       | link                   |
| Yahoo! Music           | link                   |

Coast to Coast recebeu críticas negativas dos críticos de música. Andrew Lynch, do site Entertainment.ie, deu ao álbum duas de cinco estrelas, chamando-o de "apenas mais uma coleção cínica de pop estereotipado". No entanto, o álbum foi avaliado de forma mais positiva nos sites AllMusic e Rovi, que deram ao álbum duas estrelas e meia, comparando o Westlife com outras boy bands como Take That e Boyzone.

## Desempenho comercial
Coast to Coast entrou na parada UK Albums Chart na posição de número um, com 234.767 cópias vendidas em sua primeira semana, tornando-se o álbum de Westlife com venda mais rápida até hoje. O álbum permaneceu na primeira posição por apenas uma semana, sendo substituído pelo álbum de compilação 1 dos Beatles. Em abril de 2011, o álbum recebeu certificado sextuplo de Platina da British Phonographic Industry, pela venda de quase dois milhões de cópias no Reino Unido. Até novembro de 2011, o álbum vendera 1.685,971 cópias no Reino Unido, tornando-se o álbum de estúdio mais vendido do Westlife naquele território. Um disco de ouro foi encomendado para a banda para comemorar as vendas superiores a 115.000 cópias no México. O álbum também recebeu certificado de Ouro no Brasil, da ABPD, pela venda de mais de 100.000 cópias. Até outubro de 2001, Coast to Coast havia vendido sete milhões de cópias em todo o mundo.

## Lista de faixas
| Coast to Coast – Edição padrão |                                       |                                                         |                                            |         |  |
| N.º                            | Título                                | Compositor(es)                                          | Produtor(es)                               | Duração |  |
| 1.                             | "My Love"                             | Jörgen Elofsson Pelle Nylén David Kreuger Per Magnusson | Per Magnusson David Kreuger                | 3:53    |  |
| 2.                             | "What Makes a Man"                    | Steve Mac Wayne Hector                                  | Steve Mac                                  | 3:52    |  |
| 3.                             | "I Lay My Love on You"                | Elofsson Magnusson Kreuger                              | Magnusson Kreuger                          | 3:31    |  |
| 4.                             | "Against All Odds" (com Mariah Carey) | Phil Collins                                            | Mariah Carey Mac                           | 3:22    |  |
| 5.                             | "When You're Looking Like That"       | Rami Andreas Carlsson Max Martin                        | Rami                                       | 3:54    |  |
| 6.                             | "Close"                               | Mac Hector Chris Farren                                 | Mac                                        | 4:05    |  |
| 7.                             | "Somebody Needs You"                  | Elofsson Carlsson Jake Schulze                          | Jake Schulze                               | 3:09    |  |
| 8.                             | "Angel's Wings"                       | Mac Hector Jimmy MacCarthy                              | Mac                                        | 4:05    |  |
| 9.                             | "Soledad"                             | Rami Carlsson K. C. Porter                              | Magnusson Kreuger                          | 3:59    |  |
| 10.                            | "Puzzle of My Heart"                  | Elofsson Andrew Fromm                                   | Magnusson Kreuger                          | 3:40    |  |
| 11.                            | "Dreams Come True"                    | Elofsson Magnusson Kreuger                              | Magnusson Kreuger                          | 3:09    |  |
| 12.                            | "No Place That Far"                   | Sara Evans Tom Shapiro Tony Martin                      | Mac                                        | 3:12    |  |
| 13.                            | "You Make Me Feel"                    | Nick Jarl Patric Jonsson Martin                         | Mac                                        | 3:38    |  |
| 14.                            | "Loneliness Knows Me By Name"         | Alexandra Talomaa                                       | Jake Andreas "Quiz" Romdhane Josef Larossi | 3:04    |  |
| 15.                            | "Fragile Heart"                       | Brian McFadden Kian Egan Shane Filan                    | Mac                                        | 3:01    |  |
| 16.                            | "Every Little Thing You Do"           | Mac Hector                                              | Mac                                        | 4:06    |  |
| Duração total:                 | Duração total:                        | Duração total:                                          | Duração total:                             | 57:40   |  |

| Coast to Coast – Faixa bônus da edição australiana |                         |                                                                  |                             |         |  |
| N.º                                                | Título                  | Compositor(es)                                                   | Produtor(es)                | Duração |  |
| 17.                                                | "Nothing Is Impossible" | Ray Hedges Martin Brannigan Nicky Byrne Kian Egan Brian McFadden | Ray Hedges Martin Brannigan | 3:15    |  |
| Duração total:                                     | Duração total:          | Duração total:                                                   | Duração total:              | 60:55   |  |

| Coast to Coast – Faixas bônus da reedição europeia |                            |                                        |                |         |  |
| N.º                                                | Título                     | Compositor(es)                         | Produtor(es)   | Duração |  |
| 17.                                                | "Uptown Girl" (Radio Edit) | Billy Joel                             | Mac            | 3:08    |  |
| 18.                                                | "I Have a Dream" (Remix)   | Benny Andersson Björn Ulvaeus          | Mac            | 4:16    |  |
| 19.                                                | "My Girl"                  | William 'Smokey' Robinson Ronald White | Mac            | 2:54    |  |
| Duração total:                                     | Duração total:             | Duração total:                         | Duração total: | 67:58   |  |

| Coast to Coast – Faixas bônus da reedição espanhola e latino americana |                                                                            |                            |                   |         |  |
| N.º                                                                    | Título                                                                     | Compositor(es)             | Produtor(es)      | Duração |  |
| 20.                                                                    | "En Ti Deje Mi Amor" ("I Lay My Love on You" (Single Re-mix))              | Elofsson Magnusson Kreuger | Magnusson Kreuger | 3:31    |  |
| 21.                                                                    | "Con Lo Bien que Te Ves" ("When You're Looking Like That" (Single Re-mix)) | Rami Carlsson Martin       | Rami              | 3:54    |  |
| Duração total:                                                         | Duração total:                                                             | Duração total:             | Duração total:    | 75:23   |  |

| Coast to Coast – Reedição limitada da Europa |                                                |                                                         |                                            |         |  |
| N.º                                          | Título                                         | Compositor(es)                                          | Produtor(es)                               | Duração |  |
| 1.                                           | "My Love"                                      | Jörgen Elofsson Pelle Nylén David Kreuger Per Magnusson | Per Magnusson David Kreuger                | 3:53    |  |
| 2.                                           | "What Makes a Man"                             | Steve Mac Wayne Hector                                  | Steve Mac                                  | 3:51    |  |
| 3.                                           | "I Lay My Love on You"                         | Elofsson Magnusson Kreuger                              | Magnusson Kreuger                          | 3:31    |  |
| 4.                                           | "I Have a Dream" (Remix)                       | Benny Andersson Björn Ulvaeus                           | Mac                                        | 4:16    |  |
| 5.                                           | "Against All Odds" (com part. de Mariah Carey) | Phil Collins                                            | Mariah Carey Mac                           | 3:22    |  |
| 6.                                           | "When You're Looking Like That"                | Rami Andreas Carlsson Max Martin                        | Rami                                       | 3:54    |  |
| 7.                                           | "Close"                                        | Mac Hector Chris Farren                                 | Mac                                        | 4:05    |  |
| 8.                                           | "Somebody Needs You"                           | Elofsson Carlsson Jake Schulze                          | Jake Schulze                               | 3:09    |  |
| 9.                                           | "Angel's Wings"                                | Mac Hector Jimmy MacCarthy                              | Mac                                        | 4:05    |  |
| 10.                                          | "Soledad"                                      | Rami Carlsson K. C. Porter                              | Magnusson Kreuger                          | 3:58    |  |
| 11.                                          | "Puzzle of My Heart"                           | Elofsson Andrew Fromm                                   | Magnusson Kreuger                          | 3:40    |  |
| 12.                                          | "Dreams Come True"                             | Elofsson Magnusson Kreuger                              | Magnusson Kreuger                          | 3:09    |  |
| 13.                                          | "No Place That Far"                            | Sara Evans Tom Shapiro Tony Martin                      | Mac                                        | 3:14    |  |
| 14.                                          | "Close Your Eyes"                              | Mac Hector Dean Pitchford Tom Snow                      | Mac                                        | 4:34    |  |
| 15.                                          | "You Make Me Feel"                             | Nick Jarl Patric Jonsson Martin                         | Mac                                        | 3:38    |  |
| 16.                                          | "Loneliness Knows Me By Name"                  | Alexandra Talomaa                                       | Jake Andreas "Quiz" Romdhane Josef Larossi | 3:04    |  |
| 17.                                          | "Fragile Heart"                                | Brian McFadden Kian Egan Shane Filan                    | Mac                                        | 3:01    |  |
| 18.                                          | "Every Little Thing You Do"                    | Mac Hector                                              | Mac                                        | 4:12    |  |
| 30.                                          | "Don't Get Me Wrong" (Faixa escondida)         | Jake Anders von Hofsten                                 | Jake Romdhane Larossi                      | 3:43    |  |
| Duração total:                               | Duração total:                                 | Duração total:                                          | Duração total:                             | 70:19   |  |

| Coast to Coast – Vídeos da reedição limitada da Europa |                                       |                            |                       |         |  |
| N.º                                                    | Título                                | Compositor(es)             | Diretor(es)           | Duração |  |
| 1.                                                     | "Against All Odds" (com Mariah Carey) | Collins                    | Bill Boatman P. Snyde | 3:19    |  |
| 2.                                                     | "I Have a Dream"                      | Andersson Ulvaeus          | Cameron Casey         | 3:21    |  |
| 3.                                                     | "I Lay My Love on You"                | Elofsson Magnusson Kreuger | Stuart Gosling        | 3:29    |  |
| Duração total:                                         | Duração total:                        | Duração total:             | Duração total:        | 10:09   |  |

Notas
- A canção "Against All Odds" também consta como "Against All Odds (Take a Look at Me Now)".
- As faixas de 19 a 29 não possuem nenhum áudio.
- A faixa 30 é uma canção bônus escondida não creditada no álbum.

## Equipe e colaboradores
Todo o processo de elaboração de Coast to Coast (Reedição limitada da Europa) atribui os seguintes créditos:
Gestão
| - Simon Cowell: produção executiva - BMG Music Publishing: gravadora proprietária dos direitos autorais fonográficos, das imagens, das notas do encarte e dos logos - Warner Chappell Music Scandinavia: gravadora proprietária dos direitos autorais fonográficos, das imagens, das notas do encarte e dos logos - Zomba Music Enterprises, Inc. (Uma divisão da BMG Music Publishing): gravadora proprietária dos direitos autorais fonográficos, das imagens, das notas do encarte e dos logos - Rokstone Music: gravadora proprietária dos direitos autorais fonográficos, das imagens, das notas do encarte e dos logo | - Rondor Music Ltd (London): gravadora proprietária dos direitos autorais fonográficos, das imagens, das notas do encarte e dos logos - Bogu Music Ltd: gravadora proprietária dos direitos autorais fonográficos, das imagens, das notas do encarte e dos logos - EMI Golden Touch Music Corp: gravadora proprietária dos direitos autorais fonográficos, das imagens, das notas do encarte e dos logos - Hit & Run Music Publishing: gravadora proprietária dos direitos autorais fonográficos, das imagens, das notas do encarte e dos logos - EMI April Music Inc. (ASCAP):gravadora proprietária dos direitos autorais das composições |

| Locais de gravação - Cheiron Studios (Estocolmo, Suécia): 1, 3, 6, 8, 10, 11, 12, 30 - Roam Studios (Estocolmo, Suécia): 1, 3, 11, 12 - Rokstone Studios (Londres, Inglaterra): 2, 7, 9, 13, 14, 15, 17, 18 - Angel Studios (Londres, Inglaterra): 2, 9, 14, 18 - PWL Studios (Londres, Inglaterra): 4 - Olympic Studios (Londres, Inglaterra): 7, 13, 15 - Metropolis Studios (Londres, Inglaterra): 9 - The QuizLarossi Studio (Estocolmo, Suécia): 16, 30 - Soundtrade Studios (Estocolmo, Suécia): 16 - C&N Studio: 16 - Westside Studio (Londres, Inglaterra): 17 | Locais de mixagem - Mono Music Studios (Estocolmo, Suécia): 1, 3, 10, 11, 12 - Rokstone Studios (Londres, Inglaterra): 2, 5, 7, 9, 13, 14, 15, 17, 18 - Bohus Sound Recording (Gotemburgo, Suécia): 6 - Cheiron Studios (Estocolmo, Suécia): 8, 30 - Polar Studios (Estocolmo, Suécia): 16 Locais de masterização - Cutting Room (Estocolmo, Suécia): 1, 3, 6, 8, 10, 11, 12, 30 - 360 Amsterdam (Londres, Inglaterra): 2, 5, 7, 9, 13, 14, 15, 17, 18 - Transfermation (Londres, Inglaterra): 4 |

Encarte
- Andy Earl: fotografia
- Root: design

Vocais
| - Shane Filan: vocais principais, vocais de apoio - Mark Feehily: vocais principais, vocais de apoio - Kian Egan: vocais principais, vocais de apoio - Nicky Byrne: vocais principais, vocais de apoio - Brian McFadden: vocais principais, vocais de apoio - Anders von Hoffsten: vocais de apoio adicionais (1, 3, 11, 12 e 16); vocais de apoio (8 e 30) - Bodywork Theatre School Choir: coro (4) - Lance Ellington: vocais de apoio (4) | - Andrew Frampton: vocais de apoio (4) - Mariah Carey: vocais principais, vocais de apoio (5) - Mary Ann Tatum: vocais de apoio adicionais (5) - Wayne Hector: vocais de apoio adicionais (5) - Max Martin: vocais de apoio (6) - Andreas Carlsson: vocais de apoio (6, 8, 10); vocais de apoio adicionais (10) - Tuff Singers: coro (9) - Jörgen Elofsson: vocais de apoio adicionais (10) |

Produção
| - Per Magnusson: produção, programação (1, 3, 10, 11, 12), arranjo (1, 3, 11, 12), engenharia (10, 11) - David Kreuger: produção, programação (1, 3, 10, 11, 12), arranjo (1, 3, 11, 12), engenharia (10, 11) - Ulf: arranjo de orquestra, maestro (1) - Henrik Janson: arranjo de orquestra, maestro (1) - Björn Norén: gravação de orquestra (1), gravação de cordas (3, 11) - Bernard Löhr: mixagem (1, 3, 10, 11, 12) - Björn Engelmann: masterização (1, 3, 6, 8, 10, 11, 12, 30) - Steve Mac: produção, arranjo, mixagem (2, 5, 7, 9, 13, 14 15, 17, 18), arranjo de vocais (2, 7, 9, 13, 14, 18) - Chris Laws: engenharia, programação (2, 5, 7, 9, 13, 14, 15, 17, 18), Pro Tools (5) - Matt Howe: engenharia de orquestra (2, 7, 9, 13, 14, 17, 18), engenharia de mixagem (2, 5, 7, 9, 13, 14, 15, 17, 18), engenharia de cordas (5, 15) - Daniel Pursey: engenheiro assistente (2, 7, 9, 13, 14, 15, 17, 18) - Richard Niles: arranjo de orquestra (2, 9, 14), arranjo de cordas (5, 7, 13, 15, 17, 18) | - Wayne Hector: arranjo de vocais (2, 7, 9, 13, 14, 18) - Dick Beetham: masterização (2, 5, 7, 9, 13, 14, 15, 17, 18) - Dan Frampton: produção, engenharia (4) - Pete Waterman: produção (4) - WIP Manchester; remixagem (4) - Trevor Steel: produção adicional, remixagem adicional (4) - John Holliday: produção adicional, remixagem adicional (4) - Richard Downing: masterização (4) - Mariah Carey: produção, arranjo de vocais (5) - Jimmy Jam e Terry Lewis: produção (5) - Dana Jon Chappelle: engenharia (5) - Brian Garten: Pro Tools (5) - Rami: produção, engenharia, mixagem (6) - John Amarello: assistente de produção, engenharia e mixagem, Pro Tools (6) - Jake Schulze: produção, mixagem (8, 30), engenharia (8), arranjo (30) - Andreas "Quiz" Romdhane: produção, arranjo (16, 30), mixagem (30) - Josef Larossi: produção, arranjo (16, 30), mixagem (30) - Ronny Lahti: mixagem (16) |

Instrumentação
| - Per Magnusson: teclado (1, 3, 10, 11, 12) - Esbjörn Öhrwall: guitarra acústica, guitarra elétrica (1, 3, 6, 8, 11, 12, 16, 30) - Tomas Lindberg: baixo (1, 3) - Gustave Lund: percussão (1, 3, 11) - Åke Sundqvist: percussão (1) - Joakim Agnas: trompete piccolo (1) - Steve Mac: piano, teclado (2, 5, 7, 9, 13, 14, 15, 17, 18) - Paul Gendler: guitarra acústica, guitarra elétrica (2, 5, 7, 9, 13, 14, 15, 18) - Fredrik Karlsson: guitarra elétrica (2, 7, 13, 14, 15, 18), guitarra acústica (17) | - Steve Pearce: baixo (2, 5, 7, 9, 13, 14, 15, 17, 18), contrabaixo (9) - Andrew Frampton: teclado (3) - Pete Waterman: bateria (3) - Erwin Keles: guitarra (3) - Daniel Frampton: baixo (3) - Simon Hill: percussão (3) - Andreas Carlsson: guitarra (8) - Henrik Janson: guitarra acústica, guitarra elétrica (10) - Åsa Lönnerholm: harpa (11, 12) - David Kreuger: teclado (12) - David Westerlund: piano (16) |

## Histórico de lançamentos
| País        | Data                   |
| ----------- | ---------------------- |
| Reino Unido | 6 de novembro de 2000  |
| Japão       | 15 de novembro de 2000 |
| Austrália   | 7 de dezembro de 2000  |
| Brasil      | Dezembro de 2000       |

## Desempenho nas paradas
Coast to Coast estreou no número um no UK Albums Chart com 234.767 cópias vendidas na primeira semana. Este valor é uma das melhores vendas de Westlife em uma semana. O álbum permaneceu no topo por uma semana, sendo batido pelo álbum do The Beatles, The Beatles 1, o álbum foi certificado 6x Platina e já vendeu mais de 1,5 milhões de cópias no Reino Unido. Um disco de Ouro foi emitido para comemorar vendas superiores a 115.000 cópias vendidas no México. Foi certificado Ouro no Brasil pela ABPD para as vendas de 100.000+ .
| País          | Posição | Vendas     | Certificação |
| ------------- | ------- | ---------- | ------------ |
| Reino Unido   | 1       | 1,800,000+ | 6× Platina   |
| Irlanda       | 1       | 110,000    | 7× Platina   |
| Bélgica       | 17      |            |              |
| Dinamarca     | 8       |            | Platina      |
| Alemanha      | 19      | 150,000    | Ouro         |
| Holanda       | 13      | 25,000     | Ouro         |
| Nova Zelândia | 2       | 60,000     | 4× Platina   |
| Noruega       | 6       | 30,000     | Platina      |
| Suécia        | 3       | 40,000     | Platina      |
| Suíça         | 38      | 15,000     | Ouro         |
| México        | 6       | 115,000+   | Ouro         |
| Brasil        |         | 100.000+   | Ouro         |

Parada de final de ano
| Parada (2000)   | Posição |
| --------------- | ------- |
| UK Albums Chart | 3       |

| Precedido por All That You Can't Leave Behind de U2 | Álbuns número um na UK Album Chart 18 de novembro de 2000 – 24 de novembro de 2000 | Sucedido por The Beatles 1 de The Beatles |

## Coast to Coast - Up Close and Personal
Coast to Coast - Up Close and Personal é o segundo álbum de vídeo da boy band irlandesa Westlife, lançado pela RCA em 27 de novembro de 2000. Disponibilizado em formato VHS e DVD, o lançamento incluiu uma entrevista exclusiva dos membros do grupo. O DVD alcançou a posição número 1 no Reino Unido.

### Lista de faixas
| Coast to Coast - Up Close and Personal – Apresentação ao vivo |                                              |                                        |         |  |
| N.º                                                           | Título                                       | Compositor(es)                         | Duração |  |
| 1.                                                            | "Medley of Number 1's" (ao vivo)             |                                        | 4:14    |  |
| 2.                                                            | "Glasgow Press Conference - Instore Signing" |                                        | 2:44    |  |
| 3.                                                            | "What Makes a Man" (ao vivo)                 | Mac Hector                             | 3:42    |  |
| 4.                                                            | "Glasgow Press Conference & Interview"       |                                        | 3:19    |  |
| 5.                                                            | "More Than Words" (ao vivo)                  | Gary Cherone Nuno Bettencourt          | 3:41    |  |
| 6.                                                            | "Glasgow Film & TV Studios"                  |                                        | 1:28    |  |
| 7.                                                            | "I Lay My Love on You" (ao vivo)             | Elofsson Kreuger Magnusson             | 3:23    |  |
| 8.                                                            | "Glasgow Airport"                            |                                        | 2:08    |  |
| 9.                                                            | "Angel's Wings" (ao vivo)                    | Mac Hector Jimmy MacCarthy             | 4:00    |  |
| 10.                                                           | "Hotel & Press Conference"                   |                                        | 7:58    |  |
| 11.                                                           | "You Make Me Feel" (ao vivo)                 | Nick Jarl Patric Jonsson Martin        | 3:32    |  |
| 12.                                                           | "Fly to Birmingham"                          |                                        | 4:17    |  |
| 13.                                                           | "Fragile Heart" (ao vivo)                    | Brian McFadden Kian Egan Shane Filan   | 2:55    |  |
| 14.                                                           | "Leaving Birmingham"                         |                                        | 4:00    |  |
| 15.                                                           | "My Love" (ao vivo)                          | Elofsson Pelle Nylén Kreuger Magnusson | 3:49    |  |
| 16.                                                           | "London Press Conference"                    |                                        | 3:06    |  |
| Duração total:                                                | Duração total:                               | Duração total:                         | 59:48   |  |

| Coast to Coast - Up Close and Personal – Videoclipes |                                       |                                                         |                           |         |  |
| N.º                                                  | Título                                | Compositor(es)                                          | Diretor(es)               | Duração |  |
| 1.                                                   | "Seasons in the Sun"                  | Jacques Brel Rod McKuen                                 | Simon Brand Cameron Casey | 4:01    |  |
| 2.                                                   | "I Have a Dream"                      | Benny Andersson Björn Ulvaeus                           | Casey                     | 4:20    |  |
| 3.                                                   | "Fool Again"                          | Kreuger Elofsson Magnusson                              | Casey                     | 4:20    |  |
| 4.                                                   | "Against All Odds" (com Mariah Carey) | Phil Collins                                            | Bill Boatman P. Snyde     | 3:18    |  |
| 5.                                                   | "My Love"                             | Jörgen Elofsson Pelle Nylén David Kreuger Per Magnusson | Robert Brinkmann          | 4:13    |  |
| Duração total:                                       | Duração total:                        | Duração total:                                          | Duração total:            | 20:12   |  |

Notas
1. ↑  Medley of Number 1's: "Against All Odds", "Swear It Again"; "Flying Without Wings", "Fool Again", "If I Let You Go", e "I Have a Dream".

Fonte
- Coast to Coast - Up Close and Personal no allmusic